# Canton d'Alès-3
Le canton d'Alès-3 est une circonscription électorale française du département du Gard créée par le décret du 24 février 2014 et entrée en vigueur lors des élections départementales de 2015.

## Histoire
Un nouveau découpage territorial du Gard entre en vigueur à l'occasion des élections départementales de mars 2015, défini par le décret du 24 février 2014, en application des lois du 17 mai 2013 (loi organique 2013-402 et loi 2013-403). Les conseillers départementaux sont, à compter de ces élections, élus au scrutin majoritaire binominal mixte. Les électeurs de chaque canton élisent au Conseil départemental, nouvelle appellation du Conseil général, deux membres de sexe différent, qui se présentent en binôme de candidats. Les conseillers départementaux sont élus pour 6 ans au scrutin binominal majoritaire à deux tours, l'accès au second tour nécessitant 12,5 % des inscrits au 1er tour. En outre la totalité des conseillers départementaux est renouvelée. Ce nouveau mode de scrutin nécessite un redécoupage des cantons dont le nombre est divisé par deux avec arrondi à l'unité impaire supérieure si ce nombre n'est pas entier impair, assorti de conditions de seuils minimaux. Dans le Gard, le nombre de cantons passe ainsi de 46 à 23.
Le canton d'Alès-3 est formé de communes des anciens cantons de Vézénobres (11 communes) et d'Alès-Sud-Est (2 communes). Le canton est entièrement inclus dans l'arrondissement d'Alès. Le bureau centralisateur est situé à Alès.

## Représentation
| Période élective | Période élective | Mandat | Mandat   | Identité               | Nuance | Nuance | Qualité                                               |
| ---------------- | ---------------- | ------ | -------- | ---------------------- | ------ | ------ | ----------------------------------------------------- |
| 2015             | 2021             | 2015   | 2021     | Frédéric Gras          |        | LR     | Employé de banque Maire de Saint-Césaire-de-Gauzignan |
| 2015             | 2021             | 2015   | 2021     | Marie-Christine Peyric |        | UDI    | Professeur Adjointe au maire d'Alès                   |
| 2021             | 2028             | 2021   | en cours | Frédéric Gras          |        | LR     | Conseiller sortant                                    |
| 2021             | 2028             | 2021   | en cours | Marie-Christine Peyric |        | HOR    | Retraitée, conseillère sortante, membre d'Horizons    |

### Résultats détaillés

#### Élections de mars 2015
À l'issue du 1er tour des élections départementales de 2015, deux binômes sont en ballottage : Frédéric Gras et Marie-Christine Peyric (Union de la Droite, 33,5 %) et Régine Bernard et Jérémie Boulet (FN, 33,4 %). Le taux de participation est de 54,89 % (10 982 votants sur 20 009 inscrits) contre 53,96 % au niveau départemental et 50,17 % au niveau national.
Au second tour, Frédéric Gras et Marie-Christine Peyric (Union de la Droite) sont élus avec 60,69 % des suffrages exprimés et un taux de participation de 54,68 % (5 851 voix pour 10 941 votants et 20 009 inscrits).

#### Élections de juin 2021
Le premier tour des élections départementales de 2021 est marqué par un très faible taux de participation (33,26 % au niveau national). Dans le canton d'Alès-3, ce taux de participation est de 31,14 % (6 370 votants sur 20 455 inscrits) contre 33,46 % au niveau départemental. À l'issue de ce premier tour, deux binômes sont en ballottage : Frédéric Gras et Marie-Christine Peyric (Union au centre et à droite, 39,48 %) et Evelyne Herbau et Jean-Michel Perret (Union à gauche avec des écologistes, 29,59 %).
Le second tour des élections est marqué une nouvelle fois par une abstention massive équivalente au premier tour. Les taux de participation sont de 34,36 % au niveau national, 34,93 % dans le département et 32,92 % dans le canton d'Alès-3. Frédéric Gras et Marie-Christine Peyric (Union au centre et à droite) sont élus avec 62,31 % des suffrages exprimés (3 869 voix pour 6 734 votants et 20 457 inscrits),,.

## Composition
| Nom                          | Code Insee | Intercommunalité      | Superficie (km2) | Population (dernière pop. légale)                | Densité (hab./km2) | Modifier                                    |
| ---------------------------- | ---------- | --------------------- | ---------------- | ------------------------------------------------ | ------------------ | ------------------------------------------- |
| Alès (bureau centralisateur) | 30007      | CA Alès Agglomération | 23,16            | Fraction : 17 583 (2022) Commune : 45 025 (2022) | 1 944              | modifier les données · modifier les données |
| Castelnau-Valence            | 30072      | CA Alès Agglomération | 10,27            | 482 (2022)                                       | 47                 | modifier les données · modifier les données |
| Deaux                        | 30101      | CA Alès Agglomération | 5,95             | 644 (2022)                                       | 108                | modifier les données · modifier les données |
| Euzet                        | 30109      | CA Alès Agglomération | 6,81             | 491 (2022)                                       | 72                 | modifier les données · modifier les données |
| Martignargues                | 30158      | CA Alès Agglomération | 4,93             | 438 (2022)                                       | 89                 | modifier les données · modifier les données |
| Méjannes-lès-Alès            | 30165      | CA Alès Agglomération | 6,58             | 1 232 (2022)                                     | 187                | modifier les données · modifier les données |
| Monteils                     | 30177      | CA Alès Agglomération | 6,98             | 677 (2022)                                       | 97                 | modifier les données · modifier les données |
| Saint-Césaire-de-Gauzignan   | 30240      | CA Alès Agglomération | 6,84             | 390 (2022)                                       | 57                 | modifier les données · modifier les données |
| Saint-Étienne-de-l'Olm       | 30250      | CA Alès Agglomération | 4,18             | 391 (2022)                                       | 94                 | modifier les données · modifier les données |
| Saint-Hilaire-de-Brethmas    | 30259      | CA Alès Agglomération | 13,91            | 4 643 (2022)                                     | 334                | modifier les données · modifier les données |
| Saint-Hippolyte-de-Caton     | 30261      | CA Alès Agglomération | 6,15             | 272 (2022)                                       | 44                 | modifier les données · modifier les données |
| Saint-Jean-de-Ceyrargues     | 30264      | CA Alès Agglomération | 6,65             | 173 (2022)                                       | 26                 | modifier les données · modifier les données |
| Saint-Maurice-de-Cazevieille | 30285      | CA Alès Agglomération | 13,15            | 761 (2022)                                       | 58                 | modifier les données · modifier les données |
| Vézénobres                   | 30348      | CA Alès Agglomération | 17,07            | 1 839 (2022)                                     | 108                | modifier les données · modifier les données |
| Canton d'Alès-3              | 3004       |                       |                  | 30 016 (2022)                                    |                    | modifier les données                        |

Le canton d'Alès-3 comprend :
1. treize communes entières,
2. la partie de la commune d'Alès non incluse dans les cantons d'Alès-1 et d'Alès-2.

Quartiers :
- Centre-ville : 8 918 hab, 1,07 km2, 8 334,58 hab/km2
- Silhol / Pierre Plantée / Conilhères : 3 331 hab, 2,33 km2, 1 429,61 hab/km2
- Le Rieu : 2 943 hab, 3,18 km2, 925,47 hab/km2

Soit : Superficie : 6,58 km2, Population : 15 192 hab, Densité : 2 308,81 hab/km2.

## Démographie
En 2022, le canton comptait 30 016 habitants, en évolution de +9,89 % par rapport à 2016 (Gard : +2,97 %, France hors Mayotte : +2,11 %).
| 2013   | 2018   | 2022   |
| ------ | ------ | ------ |
| 27 135 | 27 705 | 30 016 |